# 시작문학상
시작문학상은 출판사 천년의 시작이 주관하는 문학상이다. 출판사 천년의 시작이 발행하는 계간문예지 ‘시작’에 발표된 신작시 중 뛰어난 시를 뽑아 ‘시작작품상’을 수여하다가 2016년부터 시 문학계 전체를 대상으로 가장 우수한 작품집을 선정한다. 한편 천년의시작에서 주관하는 신인 문학상으로 '시작신인상'이 있다. '시작신인상'은 시와 평론을 대상으로 응모작을 받으며, 가장 뛰어난 작품을 선정하여 신인상을 수여한다. 신인상을 수상한 사람은 시인이나 평론가로 등단하게 된다. '시작문학상'과 '시작신인상' 수상작 및 심사평은, 각각 계간 시작 '겨울호'와 '봄호'에 실리며, 이는 인터넷 데이터베이스 서비스 디비피아를 통해서도 확인할 수 있다. 

## 역대 수상 작품
- 2007년 1회 유홍준 시집 <나는, 웃는다>[1]
- 2008년 2회 신용목 시집 <바람의 백만번째 어금니>
- 2009년 3회 김경주 <기담>
- 2010년 4회 이덕규 <밥그릇 경전>
- 2016년 8회 외연적으로 경험적 구체성을 통해 농사 체험을 채집하고 그를 긍정의 눈으로 바라본 미학적 성과물이면서 다른 한편으로 존재론적 시원을 발견해가는 마음의 우주라는 평가를 받은 박종국 <누가 흔들고 있을까>[2]
  - 최종 후보작에서 최승자 ‘빈 배처럼 텅 비어’, 함명춘 ‘무명시인’, 황인찬 ‘희지의 세계’, 송찬호 ‘분홍 나막신’ 등이 경합했다.
- 2017년 9회 김선태
- 2018년 10회 차성환 <오늘은 오른손을 잃었다>
- 2021년 13회 오민석 <몸-주체와 상처받음의 윤리> - 시작문학상으로 평론가가 선정된 것은 이때가 처음이다.
- 2022년 14회 정연희 <내 발등에 쏟아지는 숲>